# Azbest
Azbest (dříve psáno asbest, česky osinek, z řec. ασβεστος, „neuhasitelný“) – souborné označení různých vláknitých silikátů, jejichž společným znakem je spřádatelnost vláken, žáruvzdornost a poměrná chemická stálost. Světlé až tmavozelené minerály ze skupiny silikátů (křemičitanů) se v přírodě vyskytují ve dvou hlavních skupinách: buď jako amfiboly, nebo jako serpentiny. Typickou vlastností pro azbest je vytváření dlouhé tenké vláknité struktury, vlákna mají tendenci odštěpovat se po délce. Chemický vzorec je Na2Fe 2+
3 Fe 3+
2 Si8O22(OH)2 (chryzotil); Fe7Si8O22(OH)2 (amosit).
Asi 95 % produkce připadá na serpentinový azbest (neboli chryzotil), zbytek na amfibolové azbesty (zvl. tzv. amosit, tj. Fe-Mg amfibol, a krokydolit, tj. odrůda riebeckitu), které jsou, co se týče rizika pro zdraví, mnohem nebezpečnější. Například zmíněný krocidolit má až 500× vyšší potenciál vyvolat rakovinu, než nejméně nebezpečný chryzotil, jenž je obvykle jediným druhem azbestu používaným v eternitu, boletických panelech, či většině jiných materiálů obsahujících azbest.
Chryzotil obvykle tvoří žilky v serpentinových tělesech, řídce i v serpentinizovaných karbonátech. Většina světové těžby pochází z Ruska, Kanady a JAR.
Azbest se dříve masivně využíval jako žáruvzdorný materiál. Vzhledem k prokázání karcinogenních vlastností bylo používání azbestu v mnoha zemích světa zakázáno.

## Vlastnosti

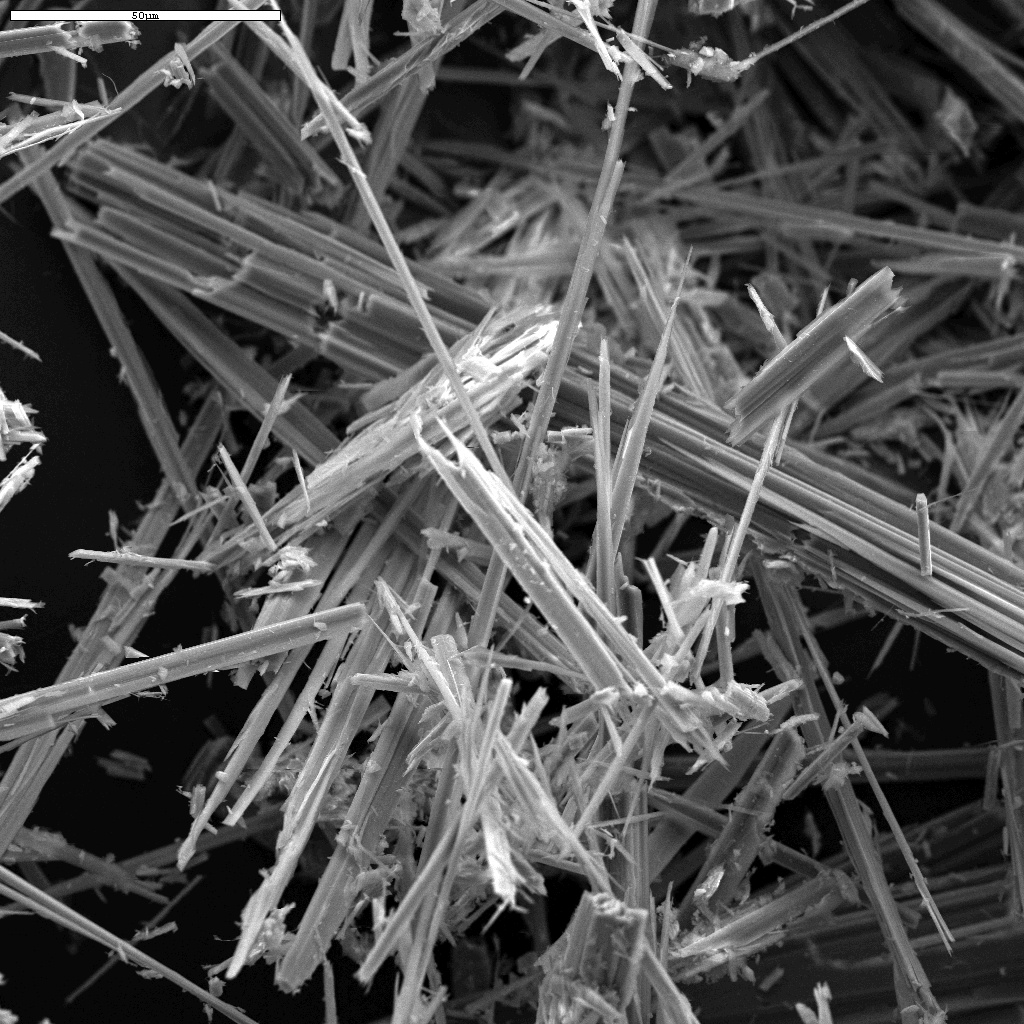
Vlákna azbestu (zobrazena pomocí SEM)

Azbest má typické chemické a fyzikální vlastnosti. Je špatným tepelným vodičem, k roztavení amfibolového azbestu dochází okolo teploty 1100 °C, k roztavení serpentinového azbestu při teplotách okolo 1500 °C (porovnatelné s bodem tání oceli). Nehořlavosti a značné žáruvzdornosti se využívalo při výrobě ochranných ohnivzdorných hasičských pomůcek a ve stavebnictví. Zejména při stavbě vícepodlažních staveb se užívalo azbestových nástřiků nebo izolačních desek obsahujících azbest. Azbest je pevný, ohebný a bioperzistentní, takže je optimální ke zhotovování konstrukčních materiálů. Je odolný proti kyselinám i zásadám. Azbest nemá charakteristický zápach ani chuť. Spirálová vlákna serpentinového osinku se česky nazývají „hadce“ a rovná vlákna amfibolového osinku „jinorázy“. Relativní permitivita εr např. papíru z azbestu je 3,0 až 4,0.

## Výskyt
V České republice se nenachází žádné významné naleziště, na němž by se dal azbest průmyslově dobývat, ale byl objeven na několika lokalitách jako doprovodný minerál ložních rud. Významná naleziště azbestu se nacházejí v Austrálii, USA, Indii a jižní Africe.
Do 70. let 20. století převažovala produkce azbestu v Kanadě a poté v Sovětském svazu. Světová produkce obnášela v roce 2007 cca 2,3 miliony tun a podílelo se na ní Rusko 45 %, Čína 15 % a Kazachstán 15 %.

## Nebezpečnost

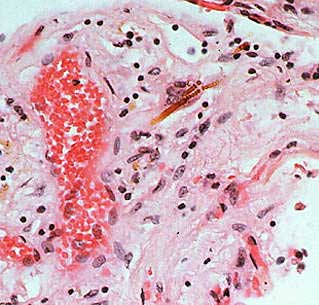
Částečky azbestu v plicní tkáni

S používáním azbestu se pojí řada vážných rizik pro zdraví. Velice zákeřné je zejména to, že nemoci způsobené azbestem se projevují zpravidla až několik dekád po expozici (styku s azbestem), jsou takřka neléčitelné a obvykle vedou k předčasné smrti.
Varování před nebezpečností azbestu pro lidský organismus pochází z roku 1898 od Lucy Deanové z Velké Británie v souvislosti s nemocemi dýchacího ústrojí a plic u dělníků, kteří s azbestem pracovali. Problém azbestu tkví v malých rozměrech jeho vláken, která jsou schopna (podobně jako jiné mikroskopické pevné částice) pronikat se vzduchem do dýchacích cest a dále do plic. Zde se azbest zabodává do plicních sklípků a postupem času může vzniknout rakovinné bujení (mezoteliom). Jedná se tedy o silně karcinogenní látku. Způsobuje také onemocnění zvané azbestóza (zaprášení plic azbestem) – vdechováním azbestových vláken dochází ke zjizvení plic, projevuje se dušnost, příp. kašel a nakonec vede ke smrti. Dalšími riziky je fibróza a mesotheliom.
Azbest zvyšuje riziko rakoviny jícnu o 28 %, což je relativně vzácný typ rakoviny. U rakoviny plic je to zvýšení rizika pro nízké expozice o 47 %. V ČR se vliv na rakovinu plic neprokázal, za což patrně může jiná forma vláken. Azbest statisticky nemá vliv na výskyt rakoviny ledvin.

### Současná rizika azbestu
Výroba nových výrobků obsahujících azbest je zakázána už od 90. let, nicméně ty stávající se stále používají. Nejčastěji se jedná hlavně o eternit, jenž je dosud běžně používanou střešní krytinou na starých budovách. Samotné eternitové střechy samy o sobě nepředstavují významné riziko. Sice jsou zodpovědné za zvýšenou koncentraci azbestu v okolí jimi osazených budov, ta ovšem nedosahuje výrazně nebezpečných hodnot. Studie z Polska například ukazuje, že ve vnitřních prostorech domů s eternitovou střechou je koncentrace azbestových vláken ve vzduchu několikanásobně vyšší, než v případě domů se střešní krytinou neobsahující azbest. Nicméně ani tak zjištěné koncentrace nepřekračovaly hygienické limity.
Hlavním problémem je především následné odstraňování této střešní krytiny. Velmi často sami majitelé nemovitostí, či jimi pozvaní řemeslníci jednají velmi hloupě a nezodpovědně, když si práci usnadňují tím, že eternitové šablony shazují ze střechy dolů. Ty se přitom rozbíjejí a během toho se z nich uvolňuje velké množství azbestového prachu, jenž kontaminuje zahradu a velmi snadno se poté následně (na botách a oblečení) zanáší i do samotného domu.
Kdokoliv chce odstraňovat eternitovou střešní krytinu, měl by si při tom počínat s maximální opatrností a důsledně dbát na to, aby nedocházelo k lámání, či jakémukoliv jinému mechanickému poškozování eternitových desek. Vhodným doplňujícím opatřením které může snížit uvolňování azbestových vláken na úplné minimum je kropit během práce eternitové desky vodou.
Dalším nezanedbatelným zdrojem azbestu jsou neodborné likvidace boletických panelů na komerčních a státních budovách.

### Nebezpečnost různých druhů azbestu
Azbestů existuje více druhů. Obecně se dělí na serpentiny (kam patří „bílý“ chrysotil) a amfiboly (nejčastěji tremolit, „hnědý“ amosit a „modrý“ krocidolit). Ruský azbest obsahuje výrazně méně amfibolů než kanadský azbest. Ve státech jako Kanada, Jižní Korea, Nový Zéland či Velká Británie byl nejprve zakázán „hnědý“ a „modrý“ azbest a až po letech i méně nebezpečný „bílý“ azbest. Z hlediska zdravotních rizik je nejméně rizikový chrysotil, jenž se používá v naprosto drtivé většině v současnosti dosud užívaných předmětů obsahujících azbest. Amfiboly jsou mnohem nebezpečnější. Pro srovnání, k vyvolání těch samých problémů, co dokáže způsobit chrysotil, postačí vdechnutí 100 krát menšího množství amositu. Krocidolit má oproti chrysotilu dokonce 500 krát vyšší potenciál vyvolat rakovinu a mimo jiné způsoboval ve 20. století rakovinu v australském a britském námořnictvu, neb byl azbest používán při výrobě plavidel.
Rozdíl mezi chrysotilem a amfibolovými vlákny je patrný i v tom, jak dlouho se vlákna dokážou udržet v plicích. Zatímco většiny vláken chrysotilu se plíce dokážou zbavit během několika týdnů, vlákna amfibolů v nich setrvávají dlouhé roky, ne-li celý život. To však neznamená neškodnost chrysotilu, protože i v jeho případě se některá vlákna mohou do plic zapíchnout, trvale v nich zůstat a o mnoho let později vyvolat závažné problémy.

## Regulace

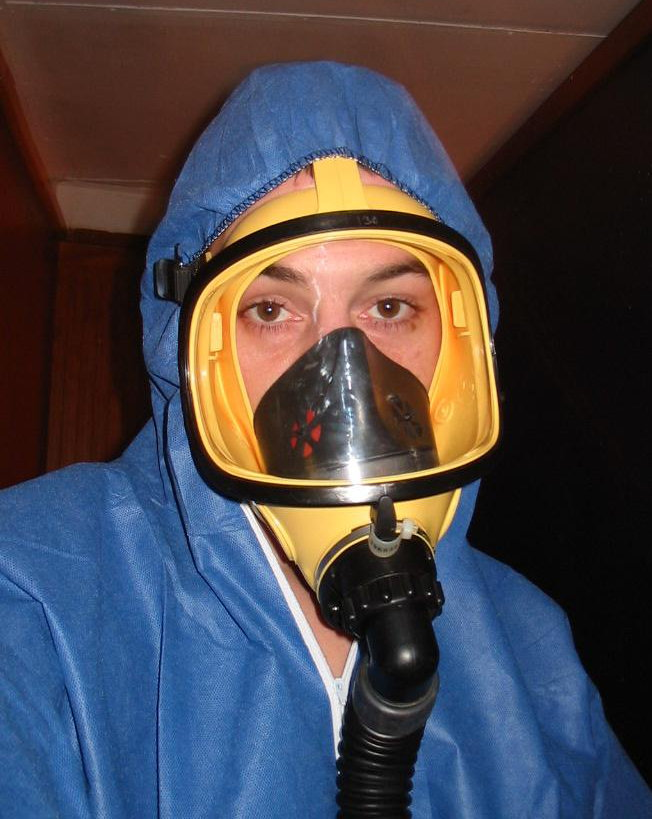
Ochranná maska pro práci s azbestem

Používání azbestu je kvůli jeho nebezpečnosti v mnoha zemích zakázáno a v současnosti se pracuje na odstranění azbestu z okolí lidských sídel. Na Ukrajině bylo používání zakázáno roku 2022. Tyto akce jsou někdy zdrojem polemiky, protože některé technologie odstraňování azbestu mohou způsobovat větší uvolnění azbestu do prostředí než jeho ponechání na místě.[zdroj⁠?!]

### V Česku
V České republice je používání azbestu regulováno zákonem o chemických látkách, který zmocňuje k vydání vyhlášky se seznamy nebezpečných chemických látek a chemických přípravků, jejichž uvádění na trh je zakázáno nebo omezeno. Příloha k vyhlášce pro azbest uvádí: „Uvádění na trh, do oběhu nebo používání těchto vláken a výrobků, do nichž jsou tato vlákna záměrně přidávána, je zakázáno.“

## Zajímavosti
- Skelná vata a minerální vlna jsou materiály svým charakterem a vlastnostmi blízké azbestu, které se v současnosti běžně používají jako izolanty především střešních prostorů. Některé studie došly k závěru, že na zdraví působí stejným mechanismem jako azbest. Jejich karcinogenní účinky se projevují rovněž zejména na plících. Při dlouhodobém sledování zaměstnanců pracujících se skelnou vatou bylo zjištěno, že mají o 63% vyšší riziko rakoviny plic.[21] Metaanalýza ukázala, že riziko rakoviny plic je vyšší o 26 % při výrobě a o 6 % u uživatelů.[22]

- Ještě nebezpečnějším než azbest je sopečný minerál erionit, který v turecké oblasti Kappadokie stojí za lokálně velmi vysokým výskytem neléčitelné a zpravidla smrtící rakoviny pohrudnice.[23]

- Určitým typem azbestu je i abchazit (Jefremov 1938), neuznaný minerál, v podstatě jen jemně vláknitá šedá až nazelenalá odrůda tremolitového azbestu. Je typický zvýšeným obsahem CaO (až 16 %), experimentálně bylo potvrzeno, že vláknité formy vznikají při teplotách 400–550 °C (v závislosti na tlaku). Jeho nálezy jsou uváděny z ložiska azbestu v horském hřebenu Adangia v Abcházii (Gruzie) jako vlákna 10–30 cm dlouhá.